# Raphaël Dongier
Raphaël Roger Dongier est un physicien français, né le 24 octobre 1866 à Sorgues et mort le 31 octobre 1929 à Bourg-la-Reine.

## Biographie
Boursier de l'École normale supérieure , il est préparateur de 1893 à 1898, à la suite du départ de Georges Sagnac, puis sous-directeur, à partir de 1898, du laboratoire d'enseignement de la physique de la Faculté des sciences de l'Université de Paris, dirigé par Edmond Bouty. Louis Décombe lui a succédé. 
Ensuite, il est maître de conférences de physique du globe en 1923, professeur sans chaire en 1925, puis professeur à l'Institut national agronomique, en 1924. 
Il a été président de la Société philomathique de Paris,,.
Il a publié des ouvrages scientifiques en électricité et en optique.
Il a épousé Yvonne Jouanen, avec laquelle il a eu trois enfants, dont Yves Dongier.

## Distinctions
- Chevalier de la Légion d'honneur (1919)[10]

## Publications
- Pouvoir rotatoire du quartz dans l'infrarouge, variation de la biréfringence du quartz avec la direction de la compression, Paris, Gauthier-Villars, 1898[11].
- Hommage à Henri Poincaré, par Ernest Lebon, Éditions de la Revue politique et littéraire (Revue Bleue) et de la Revue scientifique, Paris, 1912.
- Traité d'électricité atmosphérique et tellurique, avec Jean Bosler, Pierre Loisel, René Mesny et G. Girousse, Paris, PUF, 1924, 580 p.